# Records du Nigeria d'athlétisme
Les records du Nigeria d'athlétisme sont les meilleures performances réalisées par des athlètes nigérians et homologuées par la Fédération nigériane d'athlétisme (AFN).

## Plein air

### Hommes
| Épreuve              | Record | Athlète                                                                          | Date              | Compétition                          | Lieu         | Réf.   |
| -------------------- | --- | -------------------------------------------------------------------------------- | ----------------- | ------------------------------------ | ------------ | ------ |
| 100 m                | 9 s 85 (+1,7 m/s) | Olusoji Fasuba                                                                   | 12 mai 2006       | Qatar Athletic Super Grand Prix      | Doha         |        |
| 200 m                | 19 s 73 (+0,8 m/s) | Divine Oduduru                                                                   | 7 juin 2019       | Championnats NCAA                    | Austin       | [ 1 ]  |
| 400 m                | 44 s 17 | Innocent Egbunike                                                                | 19 août 1987      | Weltklasse Zürich                    | Zurich       |        |
| 800 m                | 1 min 44 s 65 | Edose Ibadin                                                                     | 30 juillet 2023   | Championnats du district de Columbia | Washington   | [ 2 ]  |
| 1 500 m              | 3 min 42 s 85 | Ado Maude                                                                        | 19 juillet 1991   |                                      | Cesenatico   |        |
| 3 000 m              | 8 min 13 s 01 | Ibrahim Kabir                                                                    | 13 juin 1986      |                                      | Lage         |        |
| 5 000 m              | 14 min 15 s 50 | Timon Gunem                                                                      | 19 juin 1993      | Championnats du Nigeria              | Lagos        | [ 3 ]  |
| 10 000 m             | 29 min 04 s 5 | Itsifamus Choolon                                                                | 7 juin 1998       |                                      | Lagos        |        |
| Semi-marathon        | 1 h 4 min 18 s | Emmanuel Gyang                                                                   | 7 décembre 2013   |                                      | Nanning      | ,      |
| Marathon             | 2 h 16 min 06 s | Mohamed Abbas                                                                    | 11 novembre 1990  |                                      | Lagos        |        |
| 110 m haies          | 13 s 27 (+0,6 m/s) | Antwon Hicks                                                                     | 7 juillet 2016    | Warri Relays and Olympic Trials      | Sapele       | [ 6 ]  |
| 400 m haies          | 48 s 42 | Ezekiel Nathaniel                                                                | 15 mai 2022       | Championnats de la Big 12 Conference | Lubbock      | [ 7 ]  |
| 3 000 m steeple      | 8 min 55 s 78 | Zacharia Fwangfur                                                                | 6 septembre 1990  |                                      | Lagos        | [ 8 ]  |
| Saut en hauteur      | 2,27 m | Anthony Idiata                                                                   | 9 septembre 1998  |                                      | Rhodes       |        |
| Saut en hauteur      | 2,27 m | Anthony Idiata                                                                   | 18 septembre 1999 | Jeux africains                       | Johannesburg |        |
| Saut à la perche     | 4,60 m | Peter Moreno                                                                     | 24 mai 2015       |                                      | Bedford      | [ 9 ]  |
| Saut à la perche     | 4,60 m | Peter Moreno                                                                     | 11 juillet 2015   |                                      | Bromley      | [ 10 ] |
| Saut à la perche     | 4,60 m | Peter Moreno                                                                     | 14 septembre 2015 | Jeux africains                       | Brazzaville  | [ 11 ] |
| Saut en longueur     | 8,27 m (-0,4 m/s) | Yusuf Alli                                                                       | 8 août 1989       | Championnats d'Afrique               | Lagos        | [ 12 ] |
| Triple saut          | 17,26 m (+1,5 m/s) | Ajayi Agbebaku                                                                   | 8 juillet 1983    | Universiades                         | Edmonton     | [ 13 ] |
| Lancer du poids      | 21,80 m | Chukwuebuka Enekwechi                                                            | 18 août 2019      | CAS Meeting                          | Schifflange  | [ 14 ] |
| Lancer du disque     | 67,80 m | Adewale Olukoju                                                                  | 11 mai 1991       | Modesto Relays                       | Modesto      |        |
| Lancer du marteau    | 67,45 m | Chukwuebuka Enekwechi                                                            | 4 décembre 2022   | National Sports Festival             | Asaba        | [ 15 ] |
| Lancer du javelot    | 82,80 m | Nnamdi Chinecherem                                                               | 22 mars 2024      | Jeux africains                       | Accra        | [ 16 ] |
| Décathlon            | 8 048 pts | Ituah Enahoro                                                                    | 16-17 juin 2018   |                                      | Ratingen     | [ 17 ] |
| Décathlon            | 10 s 63 (+1,0 m/s) (100 m), 7,45 m (-0,2 m/s) (longueur), 14,19 m (poids), 1,86 m (hauteur), 47 s 91 (400 m) / 14 s 35 (+0,9 m/s) (110 m haies), 47,56 m (disque), 4,40 m (perche), 52,94 m (javelot), 4 min 31 s 29 (1 500 m) |                                                                                  |                   |                                      |              |        |
| 20 km marche (route) | 1 h 31 min 27 s | Elegbede Bamidele                                                                | 14 mars 2015      | All Comers meet                      | Abuja        | [ 18 ] |
| 50 km marche (route) | 6 h 00 min 16 | Charles Arosanyin                                                                | 3 juin 2002       |                                      | Bradford     |        |
| 4 × 100 m            | 37 s 94 | Équipe nationale Osmond Ezinwa Olapade Adeniken Francis Obikwelu Davidson Ezinwa | 9 août 1997       | Championnats du monde                | Athènes      |        |
| 4 × 400 m            | 2 min 58 s 68 | Équipe nationale Clement Chukwu Jude Monye Sunday Bada Enefiok Udo-Obong         | 30 septembre 2000 | Jeux olympiques                      | Sydney       |        |

### Femmes
| Épreuve              | Record | Athlète                                                                                 | Date               | Compétition                   | Lieu        | Réf.   |
| -------------------- | --- | --------------------------------------------------------------------------------------- | ------------------ | ----------------------------- | ----------- | ------ |
| 100 m                | 10 s 79 (+1,1 m/s) (AR) | Blessing Okagbare                                                                       | 27 juillet 2013    | London Grand Prix             | Londres     | [ 19 ] |
| 200 m                | 21 s 96 (+1,3 m/s) | Favour Ofili                                                                            | 15 avril 2022      | Mémorial Tom Jones            | Gainesville | [ 20 ] |
| 400 m                | 49 s 10 (AR) | Falilat Ogunkoya                                                                        | 29 juillet 1996    | Jeux olympiques               | Atlanta     |        |
| 800 m                | 2 min 02 s 04 | Grace Ebor                                                                              | 15 octobre 2003    | Jeux africains                | Abuja       |        |
| 1 500 m              | 4 min 17 s 1 | Victoria Moradeyo                                                                       | 30 juillet 1999    | Championnats du Nigeria       | Abuja       |        |
| 3 000 m              | 9 min 41 s 28 | Itsemhike Anwalimhobor                                                                  | 22 mars 1989       |                               | Benin City  |        |
| 5 000 m              | 15 min 47 s 6 | Aminat Olowora                                                                          | 23 juin 2016       | Stumptown Twilight            | Portland    | [ 21 ] |
| 10 000 m             | 33 min 16 s 11 | Rose Akuso                                                                              | 25 juin 2019       | Sélections aux Jeux africains | Abuja       |        |
| Semi-marathon        | 1 h 16 min 59 s | Vera Maisaje                                                                            | 21 novembre 2020   |                               | Kaduna      |        |
| Marathon             | 2 h 40 min 37 s | Mary Akor                                                                               | 3 avril 2004       |                               | St. Louis   |        |
| 100 m haies          | 12 s 12 (+0,9 m/s) (WR) | Tobi Amusan                                                                             | 24 juillet 2022    | Championnats du monde         | Eugene      | .      |
| 400 m haies          | 54 s 40 | Muizat Ajoke Odumosu                                                                    | 6 août 2012        | Jeux olympiques               | Londres     | [ 23 ] |
| 3 000 m steeple      | |                                                                                         |                    |                               |             |        |
| Saut en hauteur      | 1,95 m | Doreen Amata                                                                            | 3 juillet 2008     | Championnats du Nigeria       | Abuja       | [ 24 ] |
| Saut en hauteur      | 1,95 m | Doreen Amata                                                                            | 16 juillet 2011    | Meeting d'Eberstadt           | Eberstadt   | [ 25 ] |
| Saut en hauteur      | 1,95 m | Doreen Amata                                                                            | 1er septembre 2011 | Championnats du monde         | Daegu       | [ 26 ] |
| Saut à la perche     | 3,20 m | Victoria Itodo                                                                          | 17 mai 2007        | Championnats du Nigeria       | Lagos       |        |
| Saut à la perche     | 3,20 m | Maureen Williams                                                                        | 19 février 2009    |                               | Kaduna      |        |
| Saut en longueur     | 7,17 m (AR) | Ese Brume                                                                               | 29 mai 2021        | Chula Vista Field Festival    | Chula Vista | [ 27 ] |
| Triple saut          | 14,50 m (+2,0 m/s) | Ruth Usoro                                                                              | 10 avril 2021      | Texas Tech Masked Rider Open  | Lubbock     | [ 28 ] |
| Lancer du poids      | 18,43 m (AR) | Vivian Chukwuemeka                                                                      | 19 avril 2003      | Mt. SAC Relays                | Walnut      | [ 29 ] |
| Lancer du disque     | 64,96 m (AR) | Chioma Onyekwere                                                                        | 15 avril 2023      | Oklahoma Throws Series Meet 2 | Ramona      | [ 30 ] |
| Lancer du marteau    | 75,49 m (AR) | Annette Echikunwoke                                                                     | 22 mai 2021        | USATF Throws Fest             | Tucson      | [ 31 ] |
| Lancer du javelot    | 58,15 m | Kelechi Nwanaga                                                                         | 18 juillet 2017    | Warri Relays                  | Ozoro       | [ 32 ] |
| Heptathlon           | 6 153 pts | Uhunoma Osazuwa                                                                         | 24-25 juin 2016    | Championnats d'Afrique        | Durban      | [ 33 ] |
| Heptathlon           | 13 s 32 (+1,4 m/s) (100 m haies), 1,83 m (hauteur), 12,87 m (poids), 24 s 19 (200 m) / 6,24 m (0,0 m/s) (longueur), 36,30 m (javelot), 2 min 17 s 50 (800 m) |                                                                                         |                    |                               |             |        |
| 20 km marche (route) | 1 h 40 min 5 s | Fadekemi Olude                                                                          | 9 avril 2021       | National Sports Festival      | Benin City  |        |
| 4 × 100 m            | 42 s 22 (AR) | Équipe nationale Joy Udo-Gabriel Favour Ofili Rosemary Chukwuma Nzubechi Grace Nwokocha | 23 juillet 2022    | Championnats du monde         | Eugene      | [ 34 ] |
| 4 × 200 m            | 1 min 30 s 52 (AR) | Équipe nationale Blessing Okagbare, Regina George, Dominique Duncan, Christy Udoh       | 2 mai 2015         | Relais mondiaux de l'IAAF     | Nassau      | [ 35 ] |
| 4 × 400 m            | 3 min 21 s 04 (AR) | Équipe nationale Olabisi Afolabi, Fatima Yusuf, Charity Opara, Falilat Ogunkoya         | 3 août 1996        | Jeux olympiques               | Atlanta     |        |